# 箒虫動物

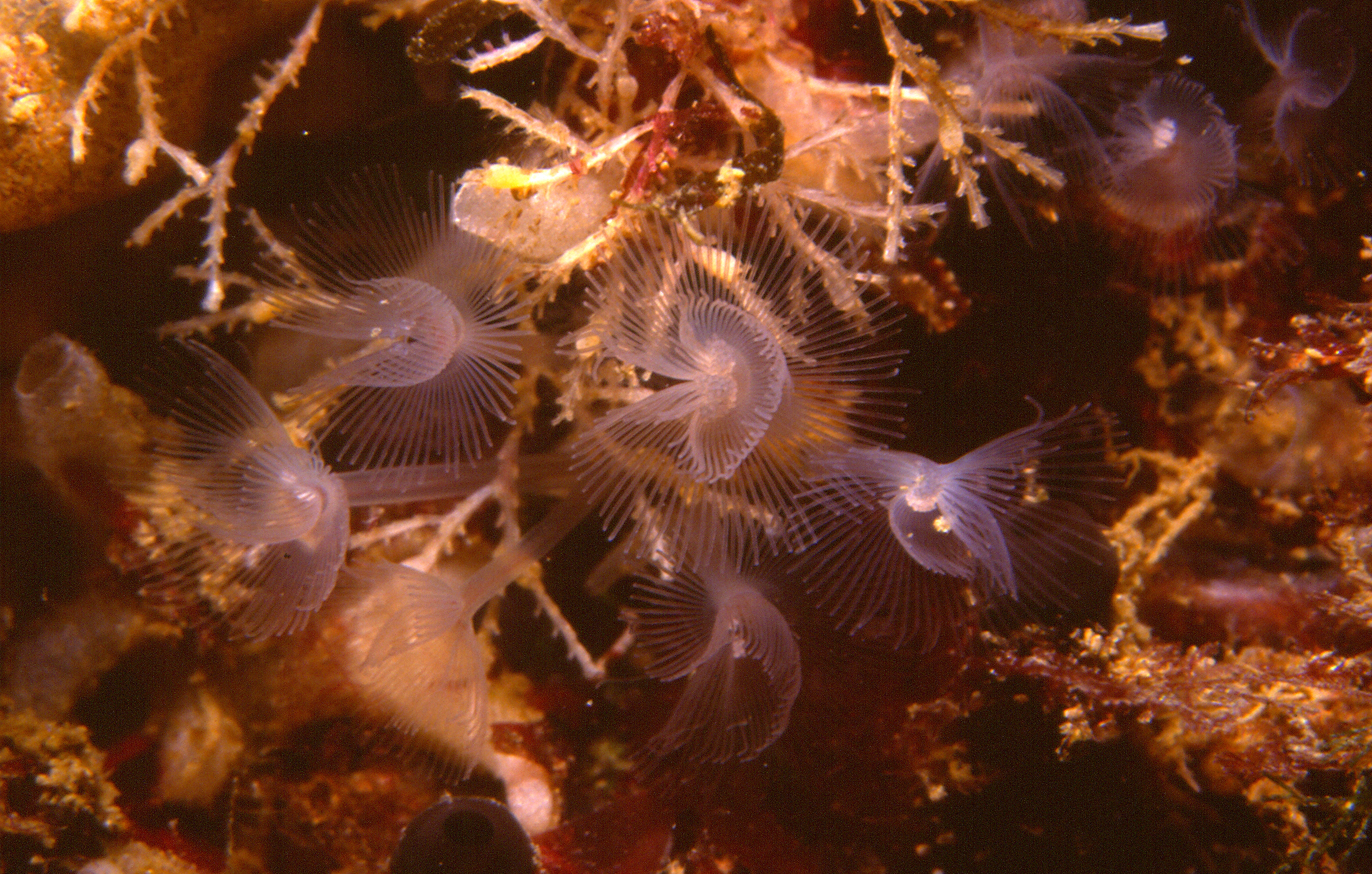
箒のような触手冠を持つ。

箒虫動物（ほうきむしどうぶつ、Phoronida）は、キチン質の棲管にすむ海産の底生無脊椎動物。独立の動物門を構成するが種数は少なく、現生種は2属10数種のみが知られる。
和名は触手冠が箒のように見えることから。学名のPhoronidaは、ギリシア神話の女神フォロニス（イーオーの別名）に由来する。

## 特徴
体は蠕虫状で、胴部の一方の端に触手冠、他方に端球と呼ばれる膨らみを持つ。小さいものでは体長5センチメートル程度、大きいものでは25センチメートルに達する。体表は薄いクチクラに覆われる。体色はふつう肌色で、黒や茶色のこともある。
触手冠は繊毛の生えた触手が環状に並んだ構造で、スリット状の口はそれに囲まれている。口は口上突起に覆われている。消化管は口から伸び、端球のなかで膨らんで胃になる。胃から触手冠側に折り返すように腸が伸び、触手冠の外側に開く肛門につながる。そのため、消化管は全体としてU字型になる。
真体腔を持つ。体は前体（口上突起）、中体（触手冠の基部）、後体（胴部）の3体節性で、体腔もそれに対応して3つに分かれている。すなわち、口上突起内の前腔、触手冠の基部にあって触手内部にも伸びる中腔、胴部の体腔を成す後腔の3つの体腔を持つ。体腔液中には数種類の細胞がある。

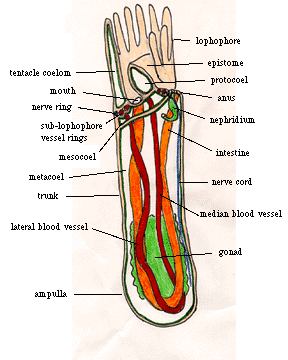
箒虫動物の体の構造。

発達した閉鎖血管系を持つ。主な血管は、端球側から触手冠側に血液を流す導入性血管と、その逆の導出性血管である。血液中には、ヘモグロビンを含む赤血球があり、触手冠で取り込まれた酸素は導出性血管から体中に運ばれる。血管は胃と接触しており、栄養分を胃から血液中に取り込んでいると考えられる。胴部に1対の腎管があり、老廃物の排出のほか、配偶子の放出経路にもなる。
固着生活に伴って頭部が縮小しているため、明瞭な脳神経節は持たない。中枢神経系は触手冠基部の表皮内にある神経環で、そこから触手冠や筋肉に神経が伸びる。表皮と、その下にある環筋層の間に神経の張り巡らされた層がある。

## 繁殖と発生
横分裂や出芽による無性生殖のほかに、有性生殖も行う。雌雄同体の種と雌雄異体の種をともに含む。

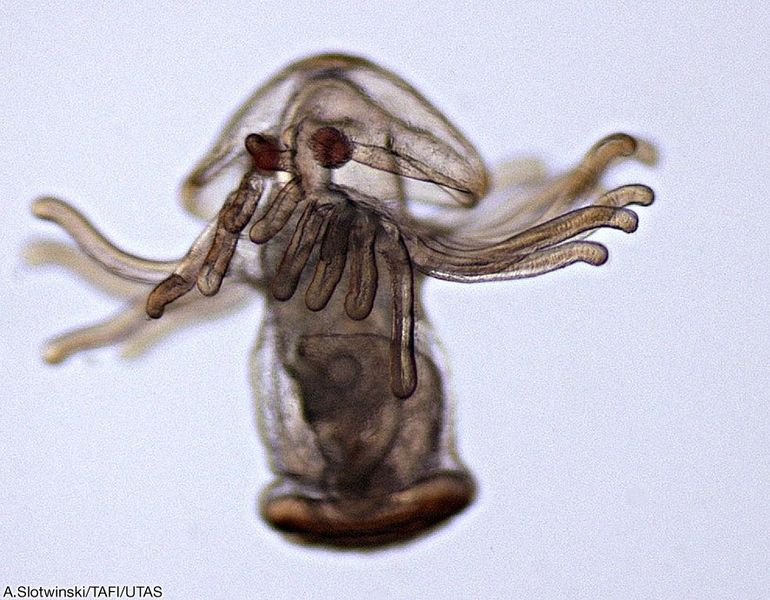
アクチノトロカ幼生。

繁殖様式は保育型、放任型、保護型の3つに分類できる。保護型はPhoronis ovalis1種のみで知られるもので、受精卵は母親の棲管内で発生し、ナメクジ様の幼生になって、短期間の浮遊生活を送る（アクチノトロカ幼生期はない）。ホウキムシやヒメホウキムシなど保育型の種では、精子は凝集して精包になり、配偶相手に受け渡される。精子は相手の体内に入り込んで受精し、受精卵は体外に放出されて、しばらく母親の体表に付着して発生する。その後、アクチノトロカ幼生として孵化し、浮遊生活を始める。放任型では、受精卵が親の体表に付着する時期がなく、はじめから海水中で生活する。いずれの場合も、卵割は放射性の全等割。
アクチノトロカという幼生の名は、まだ成体との関係がわからなかったころに、幼生のみが新種として記載され、Actinotrochaという属名を名付けられたことに由来する。この幼生も、成体と同じく体は3つの部位に分かれる。

## 分布と生態

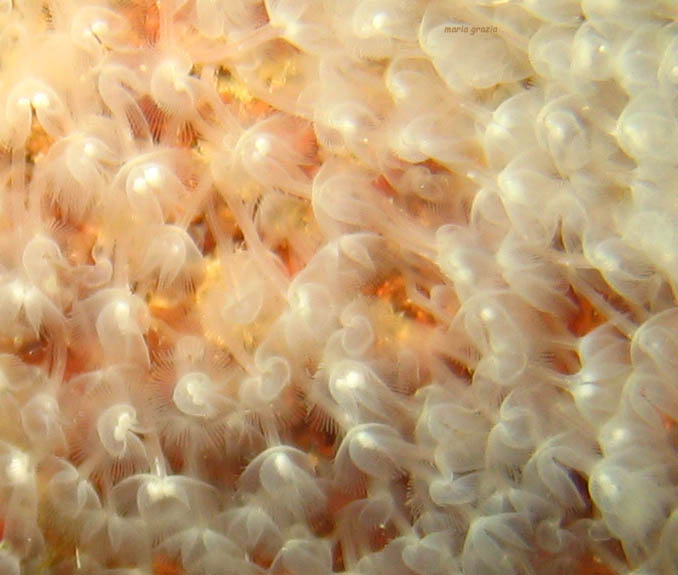
群生するフォロニス属の一種。

南極海を除く世界中の海域で見られる。多くの種は広域分布種である。潮間帯の泥底から、水深400メートルの海底まで、垂直的にも広い範囲に生息する。

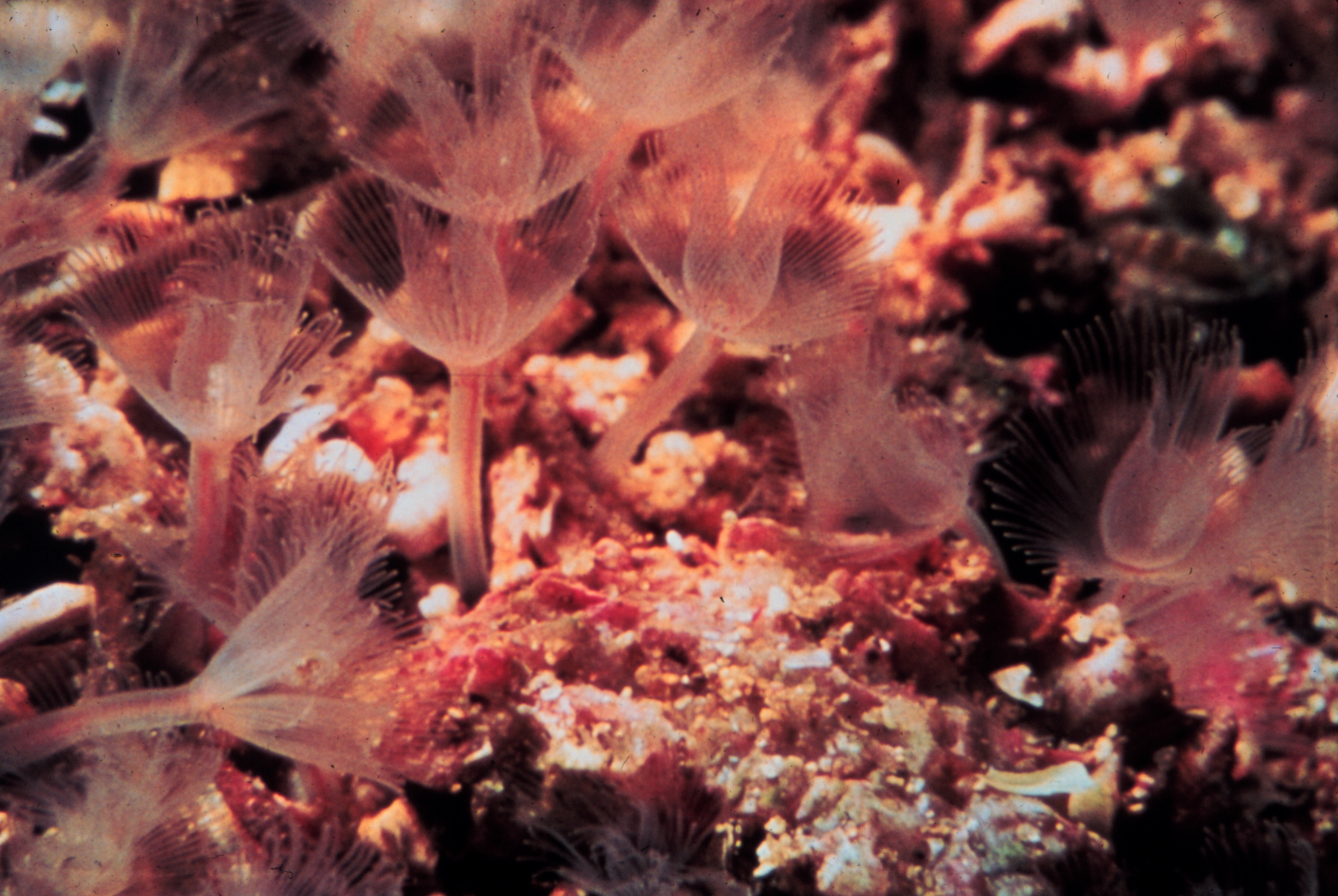

寿命は約1年と考えられている。成体はキチン質の棲管を分泌し、その中で暮らす。この管は海底の土や砂の中に埋められるか、岩や貝殻に固定される。岩に固定される場合は、多数の個体の棲管同士が癒合し、群生する場合が多い。埋在性の場合は単独である。ホウキムシは、砂の中に作られるムラサキハナギンチャクの棲管に共生することがある。
膨らんだ端球によって体を棲管内に固定していて、魚類や腹足類、線虫類などの捕食者が接近すると、素早く管の奥に身を隠す。体壁に環筋と縦筋の筋肉層を持つもののその力は弱く、棲管に出てしまうとほとんど動けない。触手冠は食われたり自切したりして失われても、再生することができる。
触手冠を使って繊毛粘液摂食を行い、水中の藻類や無脊椎動物の幼生、デトリタスなどを食べる。触手に生えた繊毛が水流を起こし、流れてきた餌の粒子は粘液に付着し、繊毛によって口に運ばれる。

## 系統
箒虫動物・腕足動物・外肛動物の3群は伝統的に触手冠動物としてまとめられ、発生様式や形態形質から新口動物に含まれると考えられていた。しかし、分子系統学によってこれらの動物は旧口動物、そのなかでも冠輪動物の系統に属すると考えられるようになった。
冠輪動物に含まれる各門の系統関係は不明確である。箒虫動物は腕足動物と近縁であると考えられることが多く、腕足動物と箒虫動物を併せた腕動物という分類群も提唱されている。箒虫動物は腕足動物の一部から進化したと考える研究者は、箒虫動物を腕足動物門の亜門とする体系を提唱しているが、確たる結論はない。

## 化石

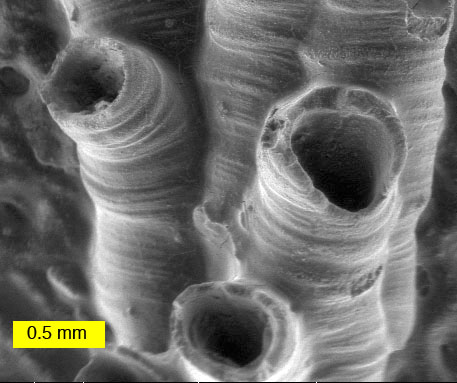
Hederelloidea化石の電子顕微鏡写真。

箒虫動物は固い構造を持たないため、明確な化石は発見されていないものの、デボン紀以降の地層で巣穴と思われる生痕化石が見つかっている。またカンブリア紀のIotuba chengjiangensisの化石は、U字型の消化管と触手を持つため、箒虫動物の1種であると主張されている。ほかに、シルル紀からデボン紀の地層に見つかり、Hederelloideaと呼ばれている管状の化石は、コケムシ類と考えられていたものの、箒虫動物であることが示唆されている。

## 分類
以下の2属に分類されている。前者は触手冠と胴部の間に襟襞と呼ばれる部位を持つが、後者は襟襞を持たない。
- フォロノプシス属 Phoronopsis
- フォロニス属 Phoronis - ホウキムシ、ヒメホウキムシなど